# Ільхама Гулієва
Ільгама Мазагір кизи Гулієва (17 серпня 1943 — 25 лютого 2016) — радянська та азербайджанська співачка. У 1964 році закінчила Бакинський державний університет. Народна артистка Азербайджану (1998). Донька співачки Тукезбан Ісмаїлової.

## Вибіркова фільмографія
- Ціна щастя (1976)
- Допит (1979)

| Гітара | Це незавершена стаття про співачку. Ви можете допомогти проєкту, виправивши або дописавши її. |